# Grüne Lacke
Grüne Lacke är en sjö i Österrike.   Den ligger i förbundslandet Steiermark, i den centrala delen av landet, 200 km väster om huvudstaden Wien. Grüne Lacke ligger 1 454 meter över havet.
I omgivningarna runt Grüne Lacke växer i huvudsak blandskog. Runt Grüne Lacke är det ganska glesbefolkat, med 25 invånare per kvadratkilometer.